# Chris Delaney
Pour les articles homonymes, voir Delaney.
Christopher Delaney, né le 16 juillet 1957 à Newton (Massachusetts), est ancien joueur de tennis américain.
Il est le frère cadet de Jim Delaney, également joueur de tennis.

## Palmarès

### Finale en simple messieurs
| No | Date       | Nom et lieu du tournoi            | Catégorie | Dotation | Surface    | Vainqueur    | Score    |  |
| -- | ---------- | --------------------------------- | --------- | -------- | ---------- | ------------ | -------- |  |
| 1  | 07-01-1980 | Tournoi de tennis de Perth, Perth |           | 25 000 $ | Dur (ext.) | Colin Dibley | 6-2, 6-4 |  |

### Titres en double messieurs
| No | Date       | Nom et lieu du tournoi                        | Catégorie       | Dotation | Surface      | Partenaire  | Finalistes                   | Score    |  |
| -- | ---------- | --------------------------------------------- | --------------- | -------- | ------------ | ----------- | ---------------------------- | -------- |  |
| 1  | 21-11-1977 | Tournoi de tennis de Taïwan Taïwan            |                 | 50 000 $ | Dur (ext.)   | Pat Dupré   | Steve Docherty Tom Gorman    | 7-6, 7-6 |  |
| 2  | 19-11-1979 | Indian Open Bombay                            | Grand Prix      | 75 000 $ | Terre (ext.) | Jim Delaney | Thomas Furst Wolfgang Popp   | 7-6, 6-2 |  |
| 3  | 24-03-1980 | International Open Championships of Nice Nice | GP World Series | 50 000 $ | Terre (ext.) | Kim Warwick | Stanislav Birner Jiří Hřebec | 6-4, 6-0 |  |

### Finale en double messieurs
| No | Date       | Nom et lieu du tournoi | Catégorie | Dotation | Surface         | Vainqueurs              | Partenaire  | Score    |  |
| -- | ---------- | ---------------------- | --------- | -------- | --------------- | ----------------------- | ----------- | -------- |  |
| 1  | 17-03-1980 | Open de Lorraine Metz  |           | 50 000 $ | Moquette (int.) | Colin Dibley Gene Mayer | Kim Warwick | 7-6, 7-5 |  |